# Ashibah
Ashibah, nome artístico de Sarah Finne Christensen (nascida em 12 de julho de 1984), é uma DJ, vocalista, compositora e produtora musical dinamarquesa de ascendência egípcia. 
Conhecida por sua sonoridade que combina vocais poderosos com produções e letras autorais, ela se destaca na cena eletrônica internacional com uma abordagem autêntica e única que transcende os padrões convencionais da House Music.
Ashibah lançou suas produções em selos renomados como This Never Happened (gravadora do Lane 8), Anjunabeats (encabeçada pelo Above & Beyond) e DFTD (braço da icónica gravadora inglesa de house Defected). Entre seus sucessos, destacam-se "Devotion", que alcançou o 4º lugar no Top 100 da Beatport na categoria tech-house, "Make It Better", uma das faixas mais emocionais do seu show, momento onde os fãs fazem coro cantando junto, e que já alcançou quase 30M de streamings somente no Spotify. Ao longo de sua trajetória, colaborou com artistas como Vintage Culture, Danny Howard, Ferreck Dawn e Illusionize. 
Ashibah já se apresentou em grandes festivais e clubs internacionais, incluindo Hi Ibiza, Amnesia, Lollapalooza, Drumsheds, Tomorrowland (Bélgica e Brasil), Green Valley, Fabric e Rock In Rio.

## Biografia
Nascida na Dinamarca e criada no Egito desde os dois anos de idade, Ashibah foi exposta desde jovem a uma rica mistura de música árabe e R&B graças ao seu pai, o que a inspirou desde os sete anos de idade a enveredar através de sua jornada de composição autoral. Na adolescência, também se dedicou aos esportes, especialmente o basquete, onde competiu profissionalmente pela seleção egípcia.

## Carreira
O interesse pela música eletrônica surgiu após assistir a apresentações de Paul Van Dyk e Judge Jules nas pirâmides do Egito na década de 1990. As batidas eletrizantes do trance a impactaram profundamente, inspirando-a a seguir a carreira musical. Aos 19 anos, retornou à Dinamarca em busca de oportunidades na cena eletrônica, encontrando um ambiente mais receptivo às suas influências e aspirações artísticas do que sua terra de origem.
O ponto de virada ocorreu após conhecer o produtor belga Kolombo, que, impressionado com seus vocais, a convidou para colaborar em um de seus discos. Essa colaboração abriu portas para a artista, que passou a receber convites de outros artistas, incluindo o brasileiro Vintage Culture, que a fez apaixonar-se pelo Brasil, onde faz grande sucesso.
- Destaque: Alcançou reconhecimento internacional com o lançamento da track "So High" pela gravadora This Never Happened, do DJ Lane 8.[11]
- Sucesso:  "Make It Better" consolida sua massiva presença nos streamings, com quase 30M de plays somente no Spotify.[12]
- Colaborações: Ao longo de sua trajetória, colaborou com artistas renomados Vintage Culture[13], Danny Howard[14], Ferreck Dawn[15] e Illusionize.[16]
- Turnês: Ashibah já se apresentou em grandes festivais como Hï Ibiza, Amnesia, Fabric, Drumsheds, Tomorrowland (Bélgica e Brasil), Green Valley, Lollapalooza e Rock In Rio.[8]
- Marcos:
  - Sua track "Devotion" alcançou o Top 100 da Beatport na categoria Tech-House, chegando à quarta posição.

## Discografia:
| Track                      | Ano  | Álbum / EP             |
| Autumn                     | 2024 | Single                 |
| Make It Better (Forever)   | 2024 | Single                 |
| It’s All Love              | 2023 | Single                 |
| Paris To Mulan             | 2023 | Single                 |
| I’m Good                   | 2023 | Single                 |
| Games                      | 2023 | Single                 |
| Get 2 Know Me              | 2022 | Single                 |
| Need Your Love             | 2022 | Single                 |
| My Eyes Only               | 2021 | Single                 |
| So High [feat. BAKKA (BR)] | 2020 | Single                 |
| Losing Game                | 2020 | Single                 |
| I Ain’t Promiscuous        | 2020 | I Ain’t Promiscuous EP |
| Devotion                   | 2020 | Single                 |
| Game Over                  | 2014 | Single                 |

## Colaborações
| Track                                        | Ano  | Artista em Colaboração  |
| Keep On Dancing (Illusonize, Ashibah Rework) | 2024 | Illusionize             |
| Be Ok                                        | 2023 | Rocksted                |
| Paris To Mulan                               | 2023 | Matt Sassari            |
| Feed Your Soul                               | 2023 | Rune Rask               |
| Closer                                       | 2022 | BAKKA (BR)              |
| So High                                      | 2020 | BAKKA (BR)              |
| Feelike [feat. Mat.Joe, Ashibah]             | 2021 | Robosonic               |
| On The Line                                  | 2021 | Saffron Stone           |
| The Thrill                                   | 2021 | Clerk                   |
| Nobody Else                                  | 2021 | Jean Bacarreza          |
| Suave                                        | 2020 | Jean Bacarreza          |
| My Kinda Life                                | 2020 | Jean Bacarreza          |
| They Don't Understand                        | 2020 | Jean Bacarreza          |
| The Fool                                     | 2020 | Robosonic, Ferreck Dawn |
| Pain In My Head EP                           | 2020 | Juliet Sikora           |
| Gravity                                      | 2019 | Sharam Jey, Betoko      |
| Make It Better [feat. Dashdot, Maxximal]     | 2019 | Dashdot                 |
| We Found Love                                | 2019 | Nora En Pure            |